# In cauda venenum (album)
In cauda venenum è il tredicesimo album in studio del gruppo musicale svedese Opeth, pubblicato il 27 settembre 2019 dalla Moderbolaget Records e dalla Nuclear Blast.

## Descrizione
Si tratta dell'ultimo disco del gruppo insieme al batterista Martin Axenrot, che ha abbandonato la formazione dopo quindici anni di permanenza, ed è stato distribuito sia in lingua inglese che in quella svedese. A tal proposito il frontman Mikael Åkerfeldt ha spiegato che la sola versione svedese era quella pensata per la pubblicazione ma ha deciso successivamente di scrivere e cantare parti in inglese temendo che la maggior parte dei fan non avrebbe potuto comprendere appieno il significato dei testi.

## Tracce
Testi e musiche di Mikael Åkerfeldt.
Swedish Version
1. Livets Trädgård – 3:28
2. Svekets Prins – 6:35
3. Hjärtat Vet Vad Handen Gör – 8:29
4. De Närmast Sörjande – 7:07
5. Minnets Yta – 6:34
6. Charlatan – 5:29
7. Ingen Sanning Är Allas – 7:20
8. Banemannen – 6:43
9. Kontinuerlig Drift – 7:23
10. Allting Tar Slut – 8:31

English Version
1. Garden of Earthly Delights – 3:28
2. Dignity – 6:35
3. Heart in Hand – 8:29
4. Next of Kin – 7:08
5. Lovelorn Crime – 6:34
6. Charlatan – 5:29
7. Universal Truth – 7:29
8. The Garroter – 6:45
9. Continuum – 7:22
10. All Things Will Pass – 8:33

## Formazione
Gruppo
- Mikael Åkerfeldt – voce, cori, chitarra
- Fredrik Åkesson – chitarra ritmica e solista, cori, fischi, colpi di tosse
- Martin Axenrot – batteria, percussioni
- Martin Mendez – basso
- Joakim Svalberg – tastiera, cori

Altri musicisti
- Dave Stewart – orchestrazione, arrangiamento strumenti ad arco

Produzione
- Mikael Åkerfeldt – produzione
- Stefan Boman – coproduzione, ingegneria del suono, missaggio
- Tom Jondelius – assistenza alla produzione
- Geoff "Pounda" Pesche – mastering
- Travis Smith – copertina

## Classifiche
| Classifica (2019)          | Posizione massima |
| -------------------------- | ----------------- |
| Australia                  | 20                |
| Austria                    | 15                |
| Belgio (Fiandre)           | 17                |
| Belgio (Vallonia)          | 13                |
| Canada                     | 49                |
| Finlandia                  | 2                 |
| Germania                   | 5                 |
| Italia                     | 24                |
| Paesi Bassi                | 16                |
| Polonia                    | 19                |
| Regno Unito                | 13                |
| Regno Unito (rock & metal) | 1                 |
| Spagna                     | 26                |
| Stati Uniti                | 59                |
| Stati Uniti (hard rock)    | 3                 |
| Stati Uniti (independent)  | 2                 |
| Stati Uniti (rock)         | 9                 |
| Stati Uniti (tastemaker)   | 4                 |
| Svezia                     | 12                |
| Svizzera                   | 10                |
| Ungheria                   | 29                |